# اوسپنکا (آستراخان)
اوسپنکا (به لاتین: Uspenka) یک منطقهٔ مسکونی در روسیه است که در استان آستراخان واقع شده‌است.